# Oleuropeina
L'oleuropeina è il principale polifenolo presente nelle foglie e nei frutti dell'olivo; essa si ritrova nell'olio di oliva sia nella forma legata a una molecola di glucosio (glicoside), che nella forma non glicata. 

L'oleuropeina è il principale costituente responsabile del sapore amaro delle olive e delle foglie di olivo. Essa, come tutte le fitoalessine, possiede attività antimicrobica, fungicida e insetticida, fungendo da difesa contro infezioni e infestazioni. 

Alla oleuropeina sono attribuite proprietà benefiche nei confronti di numerose malattie come neoplasie, patologie cardiovascolari, diabete e malattie neurodegenerative. Tali proprietà non sono limitate al noto potere antiossidante dei polifenoli; studi più recenti hanno, infatti, iniziato a dimostrare l'effettiva efficacia clinica sull'uomo data dalla somministrazione di oleuropeina e a svelare i meccanismi molecolari e cellulari con cui questa sostanza ed i suoi metaboliti esplicano tali effetti, che sono alla base delle virtù nutrizionistiche comunemente associate alla cosiddetta dieta mediterranea.

## Studi sperimentali, evidenze cliniche
I risultati dei trial clinici condotti, insieme ai dati epidemiologici e sperimentali disponibili, ipotizzano un effetto protettivo che si associa all'assunzione giornaliera di oleuropeina attraverso l'uso di preparati nutraceutici, consistenti in estratti di foglie di olivo arricchiti della sostanza. I dati forniti dalla ricerca scientifica sono incoraggianti per quanto riguarda gli effetti anti-neurodegenerativi e anti-diabetici dell'oleuropeina, ma non ancora definitivi.

## Effetto ipoglicemizzante
L'azione antidiabetica dell'oleuropeina è supportata da recenti ricerche sperimentali e da studi clinici. Uno di questi ha mostrato che la somministrazione giornaliera di circa 50 mg del polifenolo per 12 settimane a un gruppo di soggetti di mezza età, sovrappeso e, pertanto a rischio per lo sviluppo del diabete di tipo 2, ha ridotto la glicemia e migliorato sia la secrezione che la sensibilità all'insulina. Un altro studio condotto su soggetti umani con diabete di tipo 2, a cui erano somministrati 500 mg al giorno di oleuropeina per 14 settimane, ha mostrato un significativo miglioramento dell'omeostasi del glucosio, con riduzione dell'emoglobina glicata e dei livelli di insulina a digiuno, mentre in ratti trattati con oleuropeina è stata notata una riduzione della digestione e dell'assorbimento dell'amido. Altri studi hanno dimostrato che in vitro l'oleuropeina impedisce l'aggregazione amiloide dell'amilina, un peptide secreto insieme all'insulina dalle cellule β del pancreas, i cui aggregati sono ritenuti co-responsabili della sofferenza cellulare che si accompagna all'insorgenza del diabete di tipo 2. A livello dei tessuti periferici, l'effetto sulla riduzione della resistenza all'attività insulinica appare essere basato su meccanismi comuni a quelli ipotizzati per la metformina. L'efficacia dell'oleuropeina nel contrastare sia l'insorgenza del diabete di tipo 2 che, alcune delle sue conseguenze, può essere inquadrato in un effetto più vasto di protezione nei confronti della sindrome metabolica. Infatti, altri studi hanno dimostrato che nei topi l'oleuropeina attenua la steatosi epatica e riduce l'obesità indotte da una dieta ricca di grassi. L'effetto anti-obesità e di modulazione dell'omeostasi del glucosio era stato precedentemente riportato anche per altri polifenoli vegetali. 

L'impiego della oleuropeina e dei suoi metaboliti per il trattamento del diabete mellito di tipo 2 è stato recentemente oggetto di un brevetto concesso a livello europeo.

## Effetti sulla neurodegenerazione
Gli effetti anti-neurodegenerativi sono stati oggetto di una serie di studi effettuati sia su cellule neuronali in coltura che su animali modello, in particolare topi geneticamente modificati al fine di mimare una situazione cerebrale simile a quella presente nel morbo di Alzheimer, la principale forma di demenza associata all'invecchiamento nell'uomo. Questi effetti, che mostrano una chiara dose-dipendenza, possono, almeno in parte, essere ricondotti alla mobilizzazione del calcio dai depositi intracellulari con la conseguente attivazione di segnali che risultano nell'attivazione dell'autofagia. 

In conclusione, i dati scientifici disponibili supportano in modo convincente l'efficacia dell'assunzione giornaliera di dosi adeguate di oleuropeina attraverso l'integrazione con prodotti nutraceutici del normale contenuto della sostanza nell'alimentazione, al fine di prevenire e curare la sindrome metabolica e le patologie correlate, in particolare il diabete mellito di tipo 2, anche in considerazione dell'assenza di effetti collaterali legati all'assunzione di questo polifenolo.